# Voetbal op de Middellandse Zeespelen 1951
Voetbal is een van de sporten die beoefend werden tijdens de Middellandse Zeespelen 1951 in Alexandrië, Egypte. Er was enkel een mannentoernooi. De wedstrijden werden gespeeld op 14, 16 en 18 oktober 1951.

## Uitslagen
| Team        | Wed. | W | G | V | DV | DT | DS  | Ptn. |
| ----------- | ---- | - | - | - | -- | -- | --- | ---- |
| Griekenland | 2    | 2 | 0 | 0 | 6  | 0  | +6  | 4    |
| Egypte      | 2    | 1 | 0 | 1 | 8  | 2  | +6  | 2    |
| Syrië       | 2    | 0 | 0 | 2 | 0  | 12 | –12 | 0    |

|                               |       |                                                   |             |                                                                                            |
| 14 oktober «onderlinge duels» | Syrië | 0 – 4                                             | Griekenland | Alexandriëstadion, Alexandrië Toeschouwers: 10.000 Scheidsrechter: Mohammed Al Sayed (EGY) |
| 14 oktober «onderlinge duels» |       | 18', 23', 71' Nikos Lekatsas 75' Andreas Mouratis |             | Alexandriëstadion, Alexandrië Toeschouwers: 10.000 Scheidsrechter: Mohammed Al Sayed (EGY) |

|                               |       |       |        |                               |
| 16 oktober «onderlinge duels» | Syrië | 0 – 8 | Egypte | Alexandriëstadion, Alexandrië |
| 16 oktober «onderlinge duels» |       |       |        | Alexandriëstadion, Alexandrië |

|                               |        |                                       |             |                                                                                   |
| 18 oktober «onderlinge duels» | Egypte | 0 – 2                                 | Griekenland | Alexandriëstadion, Alexandrië Toeschouwers: 20.000 Scheidsrechter: Al Fauzi (SYR) |
| 18 oktober «onderlinge duels» |        | 10' Babis Kotridis 53' Nikos Lekatsas |             | Alexandriëstadion, Alexandrië Toeschouwers: 20.000 Scheidsrechter: Al Fauzi (SYR) |

## Medaillespiegel
| Plaats | Land        | Goud | Zilver | Brons | Totaal |
| 1      | Griekenland | 1    | 0      | 0     | 1      |
| 2      | Egypte      | 0    | 1      | 0     | 1      |
| 3      | Syrië       | 0    | 0      | 1     | 1      |
| Totaal | Totaal      | 1    | 1      | 1     | 3      |

1951 · 1955 · 1959 · 1963 · 1967 · 1971 · 1975 · 1979 · 1983 · 1987 · 1991 · 1993 · 1997 · 2001 · 2005 · 2009 · 2013 · 2018 · 2022
Atletiek · Basketbal · Boksen · Gewichtheffen · Gymnastiek · Roeien · Schermen · Schietsport · Voetbal · Worstelen · Zwemmen